# Gorintō

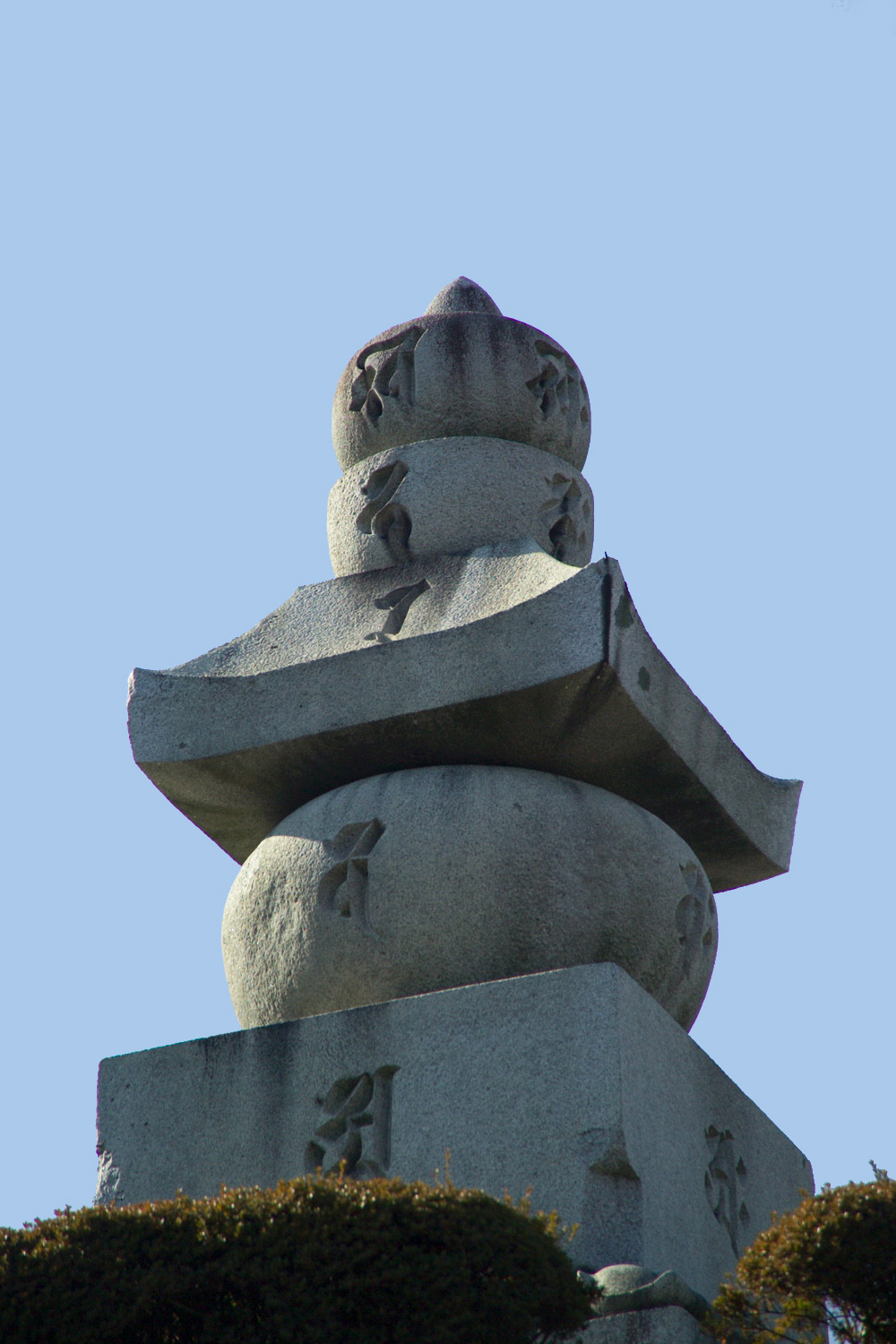
Un gorintō in cima al Mimizuka con iscrizioni in sanscrito

Gorintō (五輪塔?) ("torre a cinque anelli") è un tipo di pagoda buddista giapponese che si ritiene sia stata inizialmente adottata dalle sette Shingon e Tendai durante il periodo medio Heian. È usato per scopi commemorativi o funerari ed è quindi comune nei templi buddisti e nei cimiteri. È anche chiamato gorinsotōba o gorinsotoba (五輪卒塔婆?) ("stupa a cinque anelli") o goringedatsu (五輪解脱?), dove il termine sotoba è una traslitterazione della parola sanscrita stupa. Lo stupa era in origine una struttura o un altro edificio sacro contenente una reliquia di Buddha o di un santo, poi è stato gradualmente stilizzato in vari modi e la sua forma può cambiare un po' in base all'epoca e al paese in cui è stato trovato. Spesso nelle tombe dei cimiteri giapponesi si trovano strisce di legno offertorie con cinque suddivisioni e ricoperte di elaborate iscrizioni chiamate sotoba (vedi foto sotto). Le iscrizioni contengono sūtra e il nome postumo della persona morta. Queste possono essere considerate varianti dello stupa.

## Struttura e significato

Parti di un Gorintō

In tutte le sue varianti, il gorintō include cinque anelli (anche se quel numero può spesso essere difficile da individuare in base alle decorazioni), ognuno con una delle cinque forme simboliche dei Cinque Elementi (Mahabhuta in Sanscrito o Godai in giapponese): l'anello terra (cubo), l'anello acqua (sfera), l'anello fuoco (piramide), l'anello aria (mezzaluna) e l'anello etere (energia o vuoto). Gli ultimi due anelli (aria ed etere) sono visivamente e concettualmente uniti in un unico sottogruppo. L'ultima forma, l'etere, è quella che cambia di più secondo il Paese, e in Giappone è simile a quello di un fiore di loto. Gli anelli esprimono l'idea che dopo la morte i nostri corpi fisici torneranno alla loro forma originale, elementare. I Gorintō di solito sono fatti di pietra, ma alcuni sono costruiti in legno, metallo o cristallo.

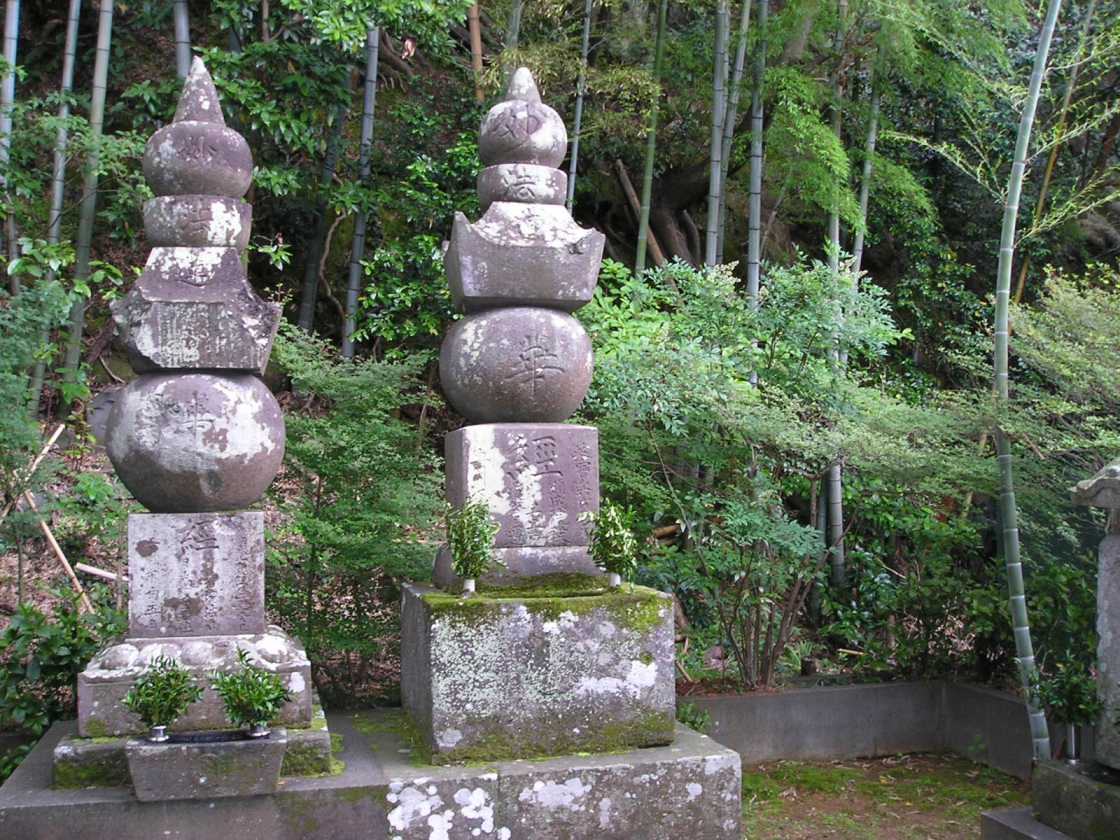
Gorintō recante incisioni sul Sutra del Loto

Su ogni sezione sono spesso scolpite dall'alto verso il basso le lettere sanscrite kha (vuoto, o Kū (空?) in giapponese), ha (aria, o Fū (風?)), ra (fuoco, o Ka (火?)), va (acqua, o Sui (水?)), e a (terra, o Chi (地?)), e nei templi Nichiren e Tendai qualche volta un gorintō avrà scolpito il Sutra del loto (妙法蓮華経?, myōhō-renge-kyō) (vedi foto).
Il gorintō come simbolo appartiene al Mikkyō (密教?) lett. "insegnamento segreto", termine spesso tradotto come "buddismo esoterico"), un termine giapponese che si riferisce alle pratiche esoteriche Vajrayāna della scuola buddista Shingon e alle pratiche correlate che fanno parte della scuola Tendai. In quelle discipline esoteriche, le prime due forme (il cubo e la sfera) rappresentano la dottrina più perfetta e si suppone che contengano in sé le altre tre. Oggi rappresentano il Jitsuzaikai (実在界?) (lett. "mondo reale"), che è il regno della perfetta comprensione, mentre gli altri costituiscono l'Henkai (変界?) (lett. "mondo della mutazione") o il mondo dell'impermanenza, che include il genshōkai (現象界?), il mondo in cui viviamo.
Su un secondo livello di simbolismo, ogni parte del gorintō rappresenta anche un elemento di cambiamento sia nel Jutsuzaikai che nell'Henkai.
- Il simbolo in alto fonde la forma di una mezzaluna, che rappresenta la saggezza e un triangolo, che rappresenta il principio.[3] La fusione di queste qualità nel Genshōkai e nell'Henkai rappresenta la perfezione, o Buddhità.[3]
- La mezzaluna d'acqua rappresenta la ricettività,[3] ed è simile a una coppa pronta a ricevere dal cielo.[3]
- Il triangolo è un punto di transizione tra due mondi e come tale rappresenta sia l'unificazione che il movimento.[3] Esso indica l'attività necessaria per raggiungere l'illuminazione.[3]
- Il cerchio rappresenta il completamento o il raggiungimento della saggezza.[3]
- Il quadrato è un simbolo dei quattro elementi.[3]

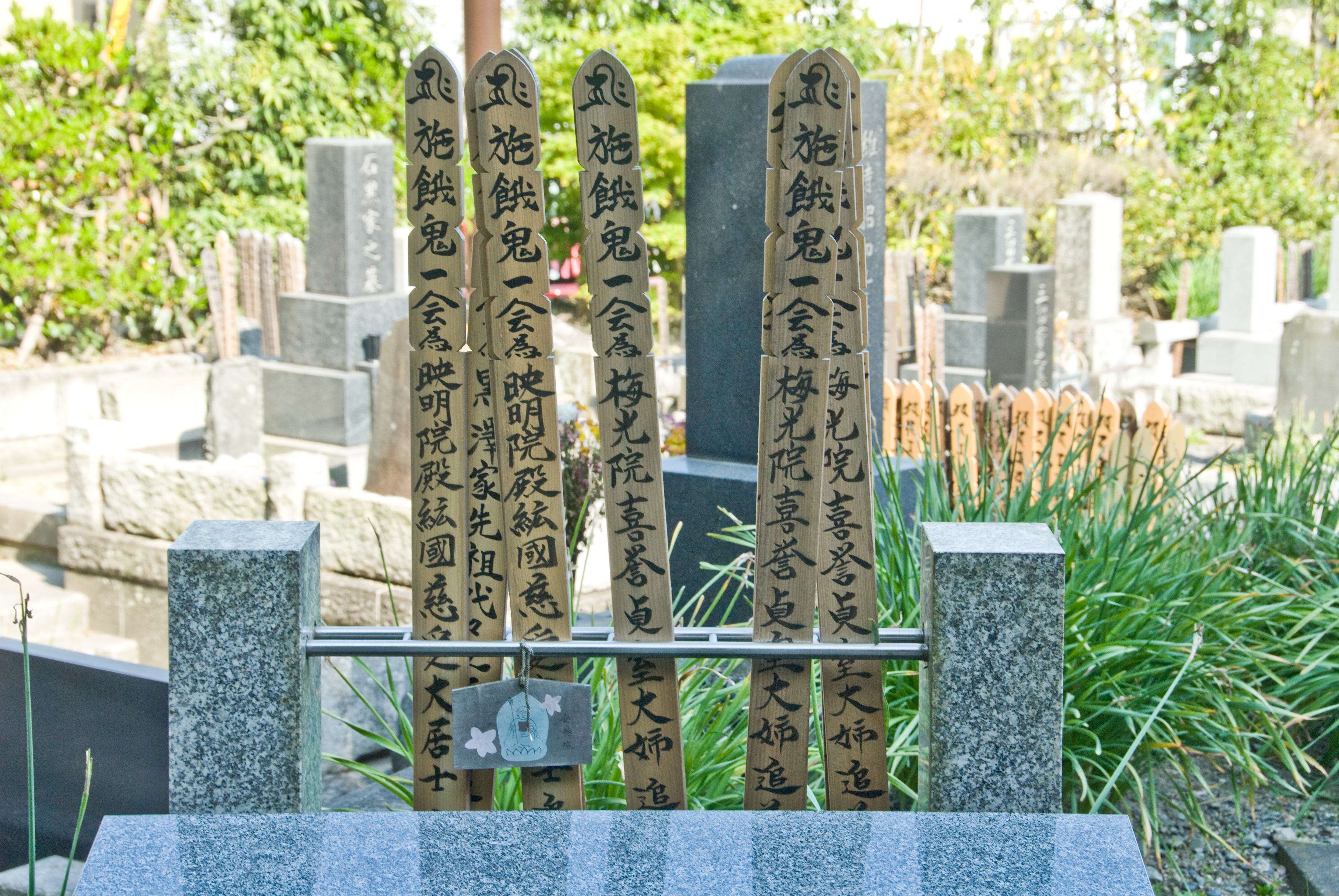
Alcuni sotoba di legno in una tomba. Notate la divisione in cinque sezioni

Su un ultimo livello di simbolismo, le forme rappresentano l'ordine in cui lo studente progredisce nei suoi studi spirituali.
- La forma più alta rappresenta la perfezione.[3]
- La mezzaluna rappresenta lo sviluppo dell'intuizione e della consapevolezza.[3]
- Il triangolo rappresenta l'energia creata nel perseguimento della verità.[3]
- Il cerchio è il raggiungimento dell'equanimità.[3]
- Il quadrato è la base, la volontà di raggiungere la perfezione.[3]

## Storia in Giappone
La teoria dei cinque elementi è nata in India, ma lo sviluppo del gorintō giapponese mostra la profonda influenza del Mikkyō, in particolare di Kūkai e Kakuban. Si pensa che l'uso del gorintō sia iniziato nella seconda metà del periodo Heian. Gli esempi più antichi conosciuti si trovano a Chūsonji, nella prefettura di Iwate, e sono un misto di gorintō e hōtō (torre buddista a due piani) e risalgono al 1169. Sono poi entrati in uso normale durante il periodo Kamakura e sono ancora ampiamente utilizzati oggi per monumenti commemorativi e tombe, in particolare, ma non esclusivamente, nei templi buddisti. Un gorintō è ad esempio la forma tradizionale della lapide di una tomba della setta Shingon.